# Lejeunea ibadana
Lejeunea ibadana là một loài Rêu trong họ Lejeuneaceae. Loài này được A.J. Harr. & E.W. Jones mô tả khoa học đầu tiên năm 1982.